# Agonum extensicolle
Agonum extensicolle är en skalbaggsart som beskrevs av Thomas Say 1923. Agonum extensicolle ingår i släktet Agonum och familjen jordlöpare. Inga underarter finns listade i Catalogue of Life.